# Dubas Música
A Dubas Música é um selo de música brasileira sediado no Rio de Janeiro e criado em 1993 pelo compositor e produtor musical Ronaldo Bastos.

## História
Desde o início de suas atividades, o selo se notabilizou por lançar discos clássicos da música brasileira até então inéditos em CD. São exemplos: “Travessia” (Milton Nascimento), “Terra dos Pássaros” (Toninho Horta e Orquestra Fantasma), “Samba 68” (Marcos Valle), “O Som” (Meirelles e os Copa 5), “A Bad Donato” (João Donato), “Feito Para Ouvir” (Emílio Santiago), “Bossa Negra” (Elza Soares). Estes e outros lançamentos marcaram como características distintivas do selo o cuidadoso trabalho de tratamento de som e a originalidade na concepção gráfica dos encartes. 
As coletâneas são outro capítulo à parte na história da Dubas. A criatividade na escolha dos temas e na seleção dos repertórios tornou muitas das séries de coletâneas lançadas pela gravadora em grandes sucessos de venda mesmo na época em que o mercado fonográfico baseado no CD iniciava o seu declínio. A série “Revisitados”, por exemplo, foi composta por CDs que reuniam partes da discografia individual de grandes nomes da música brasileira, como Chico Buarque, Elis Regina, Caetano Veloso, Gilberto Gil, Jorge Ben Jor, Maria Bethânia, Gal Costa, Luiz Melodia e Alcione. Com seis volumes lançados entre 2002 e 2005, a série “Bossa Nova Lounge” também marcou época pelo elogiado trabalho gráfico dos encartes e principalmente por privilegiar gravações menos conhecidas, ajudando a renovar a percepção que os brasileiros tinham do gênero musical carioca à época.  
A trilogia de discos com composições de Celso Fonseca e Ronaldo Bastos, lançada entre 1994 e 2001, também mereceu destaque da crítica especializada pela qualidade das canções envolvidas e por apostar no original conceito de disco de autor. “Sorte”, lançado em 1994, inaugura a série e traz o registro da música-título, primeira parceria de Celso Fonseca e Ronaldo Bastos, conhecida anteriormente nas vozes de Gal Costa e Caetano Veloso. Lançado em 1997, “Paradiso”, o segundo volume da série, apresenta 11 músicas totalmente inéditas. O disco deu origem ao festejado “Liebe Paradiso” (2011), indicado ao Grammy Latino do ano seguinte na categoria Melhor Engenharia de Gravação. Lançado em 2001, “Juventude / Slow Motion Bossa Nova” completa a trilogia. (referências 4)
A Dubas também foi responsável por publicar os primeiros discos de artistas como Pedro Luís e a Parede, Fino Coletivo, Affonsinho, Delia Fischer, entre outros. Por meio do sub-selo Pimba, criado com o objetivo de descobrir novas vertentes da música brasileira contemporânea, a Dubas revelou artistas e bandas tais como Wado, Momo, Paraphernalia, Adriano Siri, Donatinho e Simone Mazzer.

## Editora Dubas
Ao lado do trabalho da gravadora, a Dubas tornou-se uma editora de música (publisher) responsável pela representação e administração dos direitos autores de inúmeros autores nacionais e internacionais. Este é hoje um dos principais focos da empresa. A Editora Dubas administra ainda o catálogo da 3PONTAS Edições Musicais em que estão presentes as obras completas dos compositores Ronaldo Bastos e Fernando Brant. 

## Design
A Dubas ficou conhecida por dar grande importância ao aspecto gráfico de seus lançamentos. O ano de 2001 marca o início da parceria com a casa de criação 6D, responsável pela maioria dos designs das capas e encartes dos produtos publicados. As capas dos selos norte-americanos Impulse e Blue Note, e o trabalho do designer César G. Villela (Odeon, Philips e Elenco) são apontados como referências para os layouts produzidos pela dupla Dubas/6D, que já contaram com obras de artistas plásticos e fotógrafos como Miguel Rio Branco, Antono Dias, Cafi, Bob Wolfenson e Guga Ferraz, entre outros.
Em 2013, foi lançado pela Editora Zahar o livro “Onda Infinita”, que conta a história da parceria entre Dubas e 6D. O livro reacendeu o debate sobre a importância das artes gráficas no mercado da música.  